# ユスティン・ポポヴィッチ
ユスティン・ポポヴィッチ（セルビア語: Jустин Поповић、1894年 - 1979年）は、正教会の神学者、著述家、哲学者、チェリエ修道院の掌院。正教会で聖人。2010年5月2日にセルビア正教会聖シノドによって正式に列聖された。「ユスティン」は修道名。日本正教会では「イウスチン」と表記される。
父は正教の司祭。ベオグラード大学の聖サワ神学部で学ぶ。当時のベオグラード大学（聖サワ神学部）はのちに致命者となった主教ザグレブのドシテイのほか、正教会聖歌の作曲でも知られたシュテファン・モクラーニャッツなどの講師達を擁し、世界の正教会の中でも有名な存在であった。中でもユスティン・ポポヴィッチが最も影響を受けた師は、これものちに列聖されたニコライ・ヴェリミロヴィッチである。
1916年に、ユスティンの修道名で修道士となる。その後、ロシア、ギリシャ、英国を訪れる。ロシア訪問時には当地の神学校に学び、ここで修道士としての生活を送った。英国ではオックスフォード大学では博士論文として『F.M.ドストエフスキーの哲学と宗教』を提出するが、これは受け入れられなかった。
ユーゴスラヴィアとなっていたカルロヴツィに1921年に戻ると、1922年に司祭に叙聖され、在外ロシア正教会の主教であったイオアン・マクシモヴィッチ、アントニイ・フラポヴィツキイらと共に働いた。
1926年にアテネ大学神学部から博士号を授与される。
第二次世界大戦時までベオグラード大学神学部で教鞭をとっていたが、戦後ユーゴスラヴィアが共産主義化すると、共産主義政権下での宗教弾圧の一環として大学での職を追放されたため、ユスティンは、著述活動・翻訳活動を続けた。1948年にチェリエ修道院に居を定めるまでの間に、幾つかの修道院を転々とした。
チェリエ修道院で掌院に昇叙され、修道院の指導にあたった。1979年4月7日（旧暦3月25日）、誕生日と同日に永眠。